# Beuzeville-la-Bastille
Beuzeville-la-Bastille is een gemeente in het Franse departement Manche (regio Normandië) en telt 161 inwoners (1999). De plaats maakt deel uit van het arrondissement Cherbourg-Octeville.

## Geografie
De oppervlakte van Beuzeville-la-Bastille bedraagt 4,4 km², de bevolkingsdichtheid is 36,6 inwoners per km².
De onderstaande kaart toont de ligging van Beuzeville-la-Bastille met de belangrijkste infrastructuur en aangrenzende gemeenten.

## Demografie
Onderstaande figuur toont het verloop van het inwonertal (bron: INSEE-tellingen).

1. ↑  Populations de référence 2022.